# Daniel Amatriaín
Daniel Amatriaín Vila (Barcelona, 10 de septiembre de 1966) es un expiloto español de motos que compitió en el Campeonato Mundial durante la década de 1980 y comienzos de 1990.

## Biografía
Debutó en competición al Campeonato del Mundo de Motociclismo de velocidad la temporada de 1987 a la categoría de 500cc, con una Honda, que alternó con el Campeonato de Europa, donde terminó tercero tras vencer en Most y ser segundo en Mugello. El año siguiente repitió categoría, y el 1989 probó suerte a la de 250cc, repitiendo el 1991 con una Aprilia.
Simultáneamente, compitió al Mundial de Superbike entre los años 1990 y 1993, habiendo sido su mejor resultado global el octavo lugar final obtenido la temporada de 1992 en esta última competición. . Ese mismo año se proclamó campeón de Europa de la categoría.
Su mejor resultado fue un podio en el Campeonato del Mundo de Superbike, al acabar tercero en el GP de España de 1992. Fue campeón de Europa de Superbikes en 1992. Además, ganó el Campeonato de España de velocidad en categoría Superbike en 1990 y el de resistencia dos años seguidos (1987 y 1988).
Una vez retirado de la competición pasó a dedicarse a la representación de pilotos profesionales, siendo durante años el mánager de Jorge Lorenzo, hasta que el mallorquín  prescindió de él en 2008 por una serie de desavenencias entre los dos.

## Resultados

### Campeonato del Mundo de Motociclismo
Sistema de puntuación desde 1969 hasta 1987:
| Posición | 1.º | 2.º | 3.º | 4.º | 5.º | 6.º | 7.º | 8.º | 9.º | 10.º |
| Puntos   | 15  | 12  | 10  | 8   | 6   | 5   | 4   | 3   | 2   | 1    |

Sistema de puntuación desde 1988 hasta 1991:
| Posición | 1.º | 2.º | 3.º | 4.º | 5.º | 6.º | 7.º | 8.º | 9.º | 10.º | 11.º | 12.º | 13.º | 14.º | 15.º |
| Puntos   | 20  | 17  | 15  | 13  | 11  | 10  | 9   | 8   | 7   | 6    | 5    | 4    | 3    | 2    | 1    |

#### Carreras por año
(Carreras en negrita indica pole position, carreras en cursiva indica vuelta rápida)
| Año  | Cat.  | Moto    | 1      | 2      | 3       | 4       | 5       | 6       | 7       | 8       | 9      | 10     | 11      | 12     | 13      | 14      | 15    | Pts. | Pos. |
| ---- | ----- | ------- | ------ | ------ | ------- | ------- | ------- | ------- | ------- | ------- | ------ | ------ | ------- | ------ | ------- | ------- | ----- | ---- | ---- |
| 1987 | 500cc | Honda   | JPN -  | ESP 16 | GER 19  | NAT Ret | AUT -   | YUG -   | NED 22  | FRA 17  | GBR -  | SWE -  | CZE -   | RSM 11 | POR Ret | BRA -   | ARG - | 0    | -    |
| 1988 | 500cc | Honda   | JPN -  | USA -  | ESP 14  | EXP 11  | NAT Ret | GER Ret | AUT Ret | NED 18  | BEL 22 | YUG 19 | FRA Ret | GBR 19 | SWE Ret | CZE Ret | BRA - | 7    | 25.º |
| 1989 | 250cc | Honda   | JPN 24 | AUS 24 | USA Ret | ESP 12  | NAT Ret | GER Ret | AUT 18  | YUG Ret | NED 20 | BEL 11 | FRA 13  | GBR 17 | SWE Ret | CZE 14  | BRA - | 14   | 26.º |
| 1991 | 250cc | Aprilia | JPN -  | AUS -  | USA -   | ESP -   | ITA -   | GER -   | AUT -   | EUR Ret | NED -  | FRA -  | GBR -   | RSM -  | CZE -   | VDM -   | MAL - | 0    | -    |